# Divisões cadastrais de Vitória

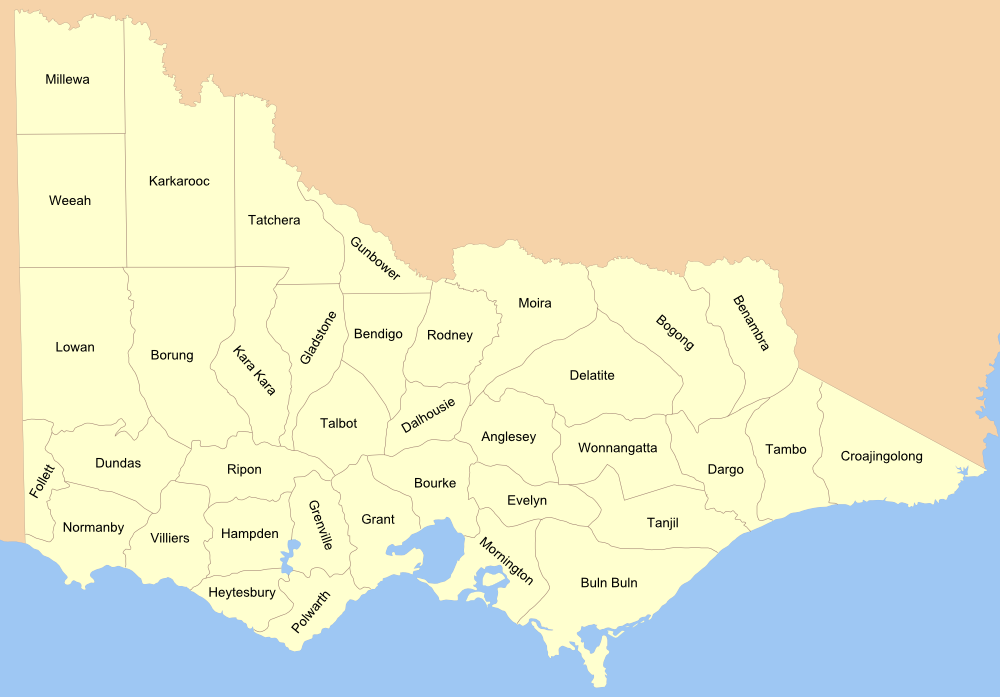
Mapa dos 37 condados de Vitória

Divisões cadastrais de Vitória (em inglês: Victoria) são chamados condados, que são subdivididos em paróquias e municipalidades, para cadastro ou fins de administração de terras. Divisões cadastrais de condado, paróquia e municipalidade formam a base para a identificação formal da localização de qualquer pedaço de terra no estado. Existem 37 condados e 2004 paróquias e 909 municipalidades. Paróquias foram subdivididas em seções de vários tamanhos para venda como lotes agrícolas, ou designadas como vila e, em seguida, divididas em seções e estas subdivididas em lotes da coroa. No entanto, muitas paróquias não seguem as fronteiras do condado, algumas localizadas em mais de um condado.
O estado Australiano de Vitória é dividido em 37 condados. Eles são parte das Divisões cadastrais da Austrália. Estes condados foram publicados em etapas, entre 1849 e 1871 como Vitória foi progressivamente aberta para colônia europeia. Em 1890 todos os limites da paróquia tinham sido publicados.  Ao contrário dos condados nos Estados Unidos e no Reino Unido, condados de Vitória não têm nenhuma função administrativa ou política. Eles existem apenas como unidades cadastral: utilizados com finalidade de identificar a localização de qualquer pedaço de terra. Os condados são além disso, divididos em 2.914 paróquias e municipalidades.
Os nomes dos condados também têm sido tradicionalmente utilizadas como nomes de distritos eleitorais, apesar destes distritos raramente terem limites coincidindo exatamente com os limites do condado. O Assembleia legislativa de Vitória tem atualmente distritos eleitorais, chamados Benambra, Evelyn, Lowan, Mornington, Polwarth, Ripon e Rodney. Os condados estão também relacionados com os limites para a previsão dos distritos de Vitória.

## Nomeação

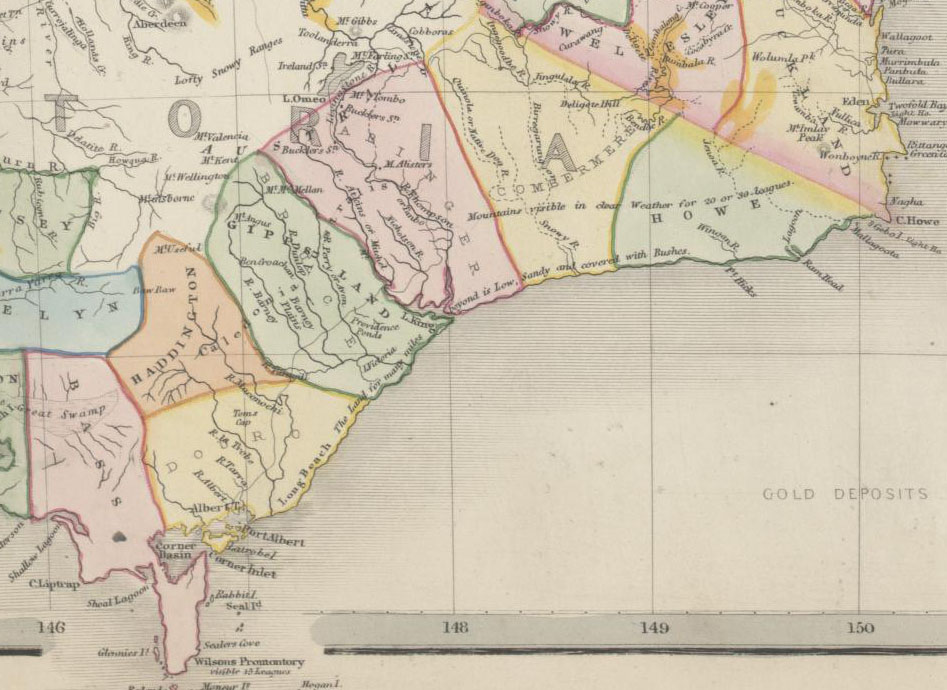
1852 Mapa de Vitória oriental, mostrando sete condados antigos.

A maioria dos condados proclamada antes de 1871 foram nomeados após conservadores, e foram titulados com nomes de políticos ingleses. Os condados formados a partir do Distrito Gipps Land, Distrito Loddon Land, Distrito Murray Land e Distrito Wimmera Land, proclamados em 1871 foram dados nomes aborígenes. Mapas anteriores da área de Gippsland na parte leste do estado mostra não-pesquisados, condados de Douro (um título de Duque de Wellington), Bass, Haddington, Bruce, Abinger, Combermere e Howe com limites aproximados. Estes condados são mostrados em vários mapas antigos, tais como mapa 1845 e mapa 1848. Eles foram presumivelmente alterados em meados da década de 1860, como eles aparecem nos mapas até 1864, mas os condados novos aparecem em um mapa. Isso foi durante o período de governo liberal (1863-1868) do primeiro-ministro James McCulloch.

## Land- Distritos da terra
Vitória também foi dividida em distritos terra no século XIX, como mostrado em um mapa. Os distritos de terra foram usados como os nomes de partes do estado em que não havia sido proclamado condados ainda. Os distritos terra incluídos:
- Distrito da terra de Bourke (Área de Melbourne, incluindo o Condado de Bourke)
- Distrito da terra de Geelong (ou Grant)
- Distrito da terra de Gipps (o nome para a área hoje, ainda é Gippsland)
- Distrito da terra de Loddon
- Distrito da terra de Murray
- Distrito da terra de Normanby
- Distrito da terra do Oeste
- Distrito da terra de Wimmera (ainda na parte sul chamado Wimmera hoje)

## Lista de condados vitorianos com o ano proclamado

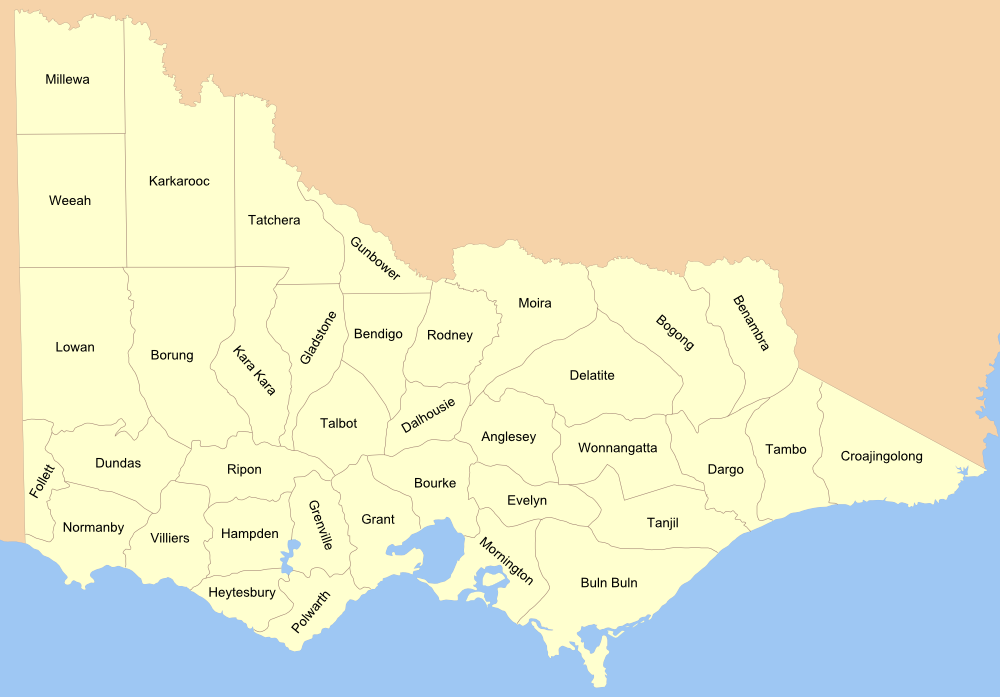
Mapa mostrando os nomes dos condados.

- 1849 Condado de Anglesey
- 1871 Condado de Benambra
- 1869 Condado de Bendigo
- 1871 Condado de Bogong
- 1871 Condado de Borung
- 1853 Condado de Bourke
- 1871 Condado de Buln Buln
- 1871 Condado de Croajingolong
- 1849 Condado de Dalhousie
- 1871 Condado de Dargo
- 1871 Condado de Delatite
- 1849 Condado de Dundas
- 1849 Condado de Evelyn
- 1849 Condado de Follett
- 1870 Condado de Gladstone
- 1853 Condado de Grant
- 1849 Condado de Grenville
- 1871 Condado de Gunbower
- 1849 Condado de Hampden
- 1849 Condado de Heytesbury
- 1871 Condado de Kara Kara
- 1871 Condado de Karkarooc
- 1871 Condado de Lowan
- 1871 Condado de Millewa
- 1871 Condado de Moira
- 1849 Condado de Mornington
- 1853 Condado de Normanby
- 1849 Condado de Polwarth
- 1849 Condado de Ripon
- 1871 Condado de Rodney
- 1849 Condado de Talbot
- 1871 Condado de Tambo
- 1871 Condado de Tanjil
- 1871 Condado de Tatchera
- 1849 Condado de Villiers
- 1871 Condado de Weeah
- 1871 Condado de Wonnangatta
- [9]